# 马尔热里德地区圣但尼
马尔热里德地区圣但尼（法語：Saint-Denis-en-Margeride）是法国洛泽尔省的一个市镇，位于该省北部，属于芒德区。该市镇总面积38.67平方公里，2009年时的人口为181人。

## 交通
洛泽尔省省道D5线和D58线在马尔热里德地区圣但尼境内交汇。

## 人口
马尔热里德地区圣但尼人口变化图示